# Dolichopus corax
Dolichopus corax är en tvåvingeart som beskrevs av Osten Sacken 1877. Dolichopus corax ingår i släktet Dolichopus och familjen styltflugor. Inga underarter finns listade i Catalogue of Life.